# بركان درعي

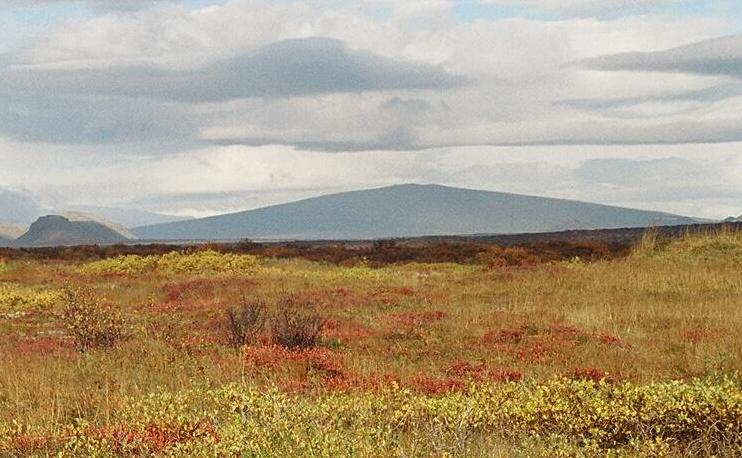
بركان درعي بإسكندنافيا Skjaldbreiður.

بركان درعي (بالإنجليزية: shield vulcano)‏ هو بركان عريض المساحة وتأتي تسميته هذه لشدة مشابهته للدرع. مثال على ذلك بركان Skjaldbreiður بإسكندنافيا.

## نشـأة البركان الدرعي
يكمن سبب تكون هذا النوع من البراكين في اللابة أو كما يسميها الأوروبيون اللافا الشديدة الميوعة مصحوبة بقدر بسيط من الغازات . ويكون تكوينها عادة من البازلت وتحتوي أقل من 52 % من ثاني أكسيد السيليكون (SiO2). وتسيل اللابة عند درجة حرارة بين 1000 درجة مئوية و 1250 درجة مئوية ، عالية بمقارتها بدرجة حرارة الصهارة في البراكين القارية 850 درجة مئوية. وتعتبر الطبقة السطحية للأرض هي مصدر الصهارة magma . ويكون سطح البركان طفيف الارتفاع بسبب سرعة سيلان اللابة والتي تقدر بنحو 60 كيلومتر في الساعة ويكون ميله نحو 5 درجات فقط ، أي أن يكون مخروطيا الشكل ذو قاعدة واسعة.

## اقرأ أيضا
- انبثاق بركاني
- انفجار بركاني
- بركان
- صهارة
- بركان تصدعي
- بركان طبقي
- بركان